# Mezzocammino
Mezzocammino är Roms trettioförsta zon och har beteckningen Z. XXXI. Mezzocammino har fått sitt namn av att den är belägen halvvägs mellan Rom och Tiberns mynning. Zonen Mezzocammino bildades år 1961.

## Kyrkobyggnader
- Sacro Cuore di Gesù Agonizzante, uppförd under 1950-talet

## Arkeologiska lokaler
- Cistern i Lucius Nonius Calpurnius Torquatus Asprenas villa 41°47′39″N 12°25′03″Ö / 41.794191°N 12.417578°Ö

## Övrigt
- Ponte di Mezzocammino
- Parco di Vitinia